# Trajanus triumfbåge
Trajanus triumfbåge (latin: Arcus Traiani) var en triumfbåge på Trajanus forum i antikens Rom. Den uppfördes år 116 e.Kr. för att hugfästa minnet av kejsar Trajanus segrar i Dacien. På triumfbågen stod en staty av kejsaren i en vagn, dragen av sex hästar; en staty av Victoria kröner kejsaren.